# Caviria hedda
Caviria hedda är en fjärilsart som beskrevs av William Schaus 1927. Caviria hedda ingår i släktet Caviria och familjen tofsspinnare. Inga underarter finns listade i Catalogue of Life.